# Seznam krajev Unescove svetovne dediščine v Franciji
To je seznam območij svetovne dediščine v Franciji z lastnostmi kulturne in naravne dediščine v Franciji, kot so vpisane na Unescov seznam svetovne dediščine ali kot na poskusnem seznamu države. Francija je 27. junija 1975 sprejela Konvencijo o varstvu svetovne kulturne in naravne dediščine, po kateri je lahko predlagala nepremičnine na njihovem ozemlju za vpis na seznam svetovne dediščine.
Trenutno je v Franciji na seznam svetovne dediščine vpisanih 49 objektov. Od tega je 42 kulturnih, 6 naravnih in 1 mešana. Štiri nepremičnine so čezmejne. Prva je bila dodana na seznam leta 1979, zadnja pa leta 2019. Pet nepremičnin je bilo predloženih leta 1979. Poskusni seznam Francije vsebuje 37 nepremičnin.
Imena v spodnjih tabelah so imena nepremičnin, kot so uporabljena na spletni strani UNESCO. Možne so tri različne vrste nepremičnin: kulturne, naravne in mešane. Izbirni kriteriji i, ii, iii, iv, v in vi so kulturni kriteriji, izborni kriteriji vii, viii, ix in x pa naravni kriteriji. Datumi za nepremičnine na seznamu svetovne dediščine so datumi vpisa, datumi za poskusni seznam pa datumi predložitve. Številke so referenčne številke, kot jih uporablja Unesco, in so neposredne povezave do strani z opisom nepremičnin na spletni strani Unesca.

## Nepremičnine na seznamu svetovne dediščine
| Ref #   | Ime | Slika                 | Regija | Era                                               | Kriterij         | Leto vpisa                            | Razširitev | Opis |
| ------- | --- | --------------------- | --- | ------------------------------------------------- | ---------------- | ------------------------------------- | ---------- | --- |
| 230     | Abbey Church of Saint-Savin-sur-Gartempe Opatijska cerkev Saint-Savin-sur-Gartempe |                       | Nova Akvitanija | 9. stoletje                                       | kulturno         | 1983                                  | 2007       | [ 7 ] |
| 165     | Cistercian Abbey of Fontenay Cistercijanska opatija v Fontenayju |                       | Burgundija - Franche-Comté‎ | 12. stoletje                                      | kulturno         | 1981                                  | 2007       | [ 8 ] |
| 164     | Arles, Roman and Romanesque Monuments Arles, rimski in romanski spomeniki |                       | Provansa - Alpe - Azurna obala                                                                                                | od 1. st. pr. n. št. do 4. stoletja; 12. stoletje | kulturno         | 1981                                  | -          | [ 9 ] |
| 84      | Vézelay, Church and Hill Opatijska cerkev in mestni hrib v Vézelayju |                       | Burgundija - Franche-Comté‎ | 12. stoletje                                      | kulturno         | 1979                                  | 2007       | [ 10 ] |
| 943     | Belfries of Belgium and France Zvoniki Belgije in Francije |                       | Hauts-de-France‎ | 13.-20. stoletje                                  | kulturno         | 1999                                  | 2005       | Čezmejna dediščina, ki se deli z Belgijo; razširitev nekdanje Zvonikov Flandrije in Valonije |
| 1256    | Bordeaux, Port of the Moon Staro mestno jedro Bordeauxa |                       | Nova Akvitanija | 18. stoletje                                      | kulturno         | 2007                                  | -          | [ 12 ] |
| 770     | Canal du Midi |                       | Okcitanija‎ | 17. stoletje                                      | kulturno         | 1996                                  | -          | [ 13 ] |
| 162     | Amiens Cathedral Stolnica Notre-Dame d'Amiens |                       | Hauts-de-France‎ | 13. stoletje                                      | kulturno         | 1981                                  | -          | [ 14 ] |
| 635     | Bourges Cathedral Stolnica svetega Štefana, Bourges |                       | Center-Dolina Loare‎ | 13. stoletje                                      | kulturno         | 1992                                  | -          | [ 15 ] |
| 81      | Chartres Cathedral Stolnica blažene Device Marije, Chartres |                       | Center-Dolina Loare | 13. stoletje                                      | kulturno         | 1979                                  | -          | [ 16 ] |
| 601     | Cathedral of Notre-Dame, Former Abbey of Saint-Remi and Palace of Tau, Reims Mesto Reims: Reimska stolnica, bivša opatija Saint-Remi, palača Tau                                         |                       | Grand Est | 13.–16. stoletje                                  | kulturno         | 1991                                  | -          | [ 17 ] |
| 1153    | The Causses and the Cévennes, Mediterranean agro-pastoral Cultural Landscape Causses in Cévennes, sredozemska agropastoralna kulturna krajina                                            |                       | Okcitanija |                                                   | kulturno         | 2011                                  | -          | [ 18 ] |
| 228     | Historical centre of Avignon: Palais des Papes, Episcopal Ensemble and Pont Saint-Bénezet Zgodovinsko središče Avignona: papeška palača, škofovski ansambel in Avignonski most           |                       | Provansa - Alpe - Azurna obala                                                                                                | 12.–16. stoletje                                  | kulturno         | 1995                                  | -          | Papeška palača, Avignon, škofovski ansambel in Pont Saint-Bénezet |
| 868     | Routes of Santiago de Compostela in France Jakobove poti v Santiago de Compostela v Franciji                                                                                             |                       | Različna mesta (prednost in pot)                                                                                              |                                                   | kulturno         | 1998                                  | -          | [ 20 ] |
| 1337    | Episcopal City of Albi Škofovsko mesto Albi |                       | Okcitanija |                                                   | kulturno         | 2010                                  | -          | [ 21 ] |
| 203     | From the Great Saltworks of Salins-les-Bains to the Royal Saltworks of Arc-et-Senans, the Production of Open-pan Salt Velike soline Salins-les-Bains in kraljeve soline v Arc-et-Senansu |                       | Burgundija - Franche-Comté‎ | 18. stoletje                                      | kulturno         | 1982                                  | 2009       | [ 22 ] |
| 1283    | Fortifications of Vauban Vaubanove trdnjave |                       | več lokacij | 17. stoletje                                      | kulturno         | 2008                                  | -          | [ 23 ] |
| 932     | Jurisdiction of Saint-Émilion Vinorodno območje Saint-Émilion |                       | Nova Akvitanija‎ |                                                   | kulturno         | 1999                                  | -          | [ 24 ] |
| 1181    | Le Havre, the City Rebuilt by Auguste Perret Le Havre, mestna četrt Centre-Ville |                       | Normandija | 20. stoletje                                      | kulturno         | 2005                                  | -          | V letih 1945–1964 ga je zgradil "Atelier de Reconstruction du Havre d'Auguste Perret" |
| 80      | Mont Saint-Michel and its Bay Mont Saint-Michel z zalivom |                       | Normandija |                                                   | kulturno         | 1979                                  | 2007       | [ 26 ] |
| 160     | Palace and Park of Fontainebleau Palača in park Fontainebleau |                       | Île-de-France |                                                   | kulturno         | 1981                                  | -          | [ 27 ] |
| 83      | Palace and Park of Versailles Palača in park v Versaillesu |                       | Île-de-France |                                                   | kulturno         | 1979                                  | 2007       | [ 28 ] |
| 600     | Paria, Banks of the Seine Nabrežje Sene v Parizu |                       | Île-de-France |                                                   | kulturno         | 1991                                  | -          | [ 29 ] |
| 229     | Place Stanislas, Place de la Carrière, and Place d'Alliance in Nancy Staro mestno jedro Nancyja                                                                                          |                       | Grand Est | 18. stoletje                                      | kulturno         | 1983                                  | -          | [ 30 ] |
| 334     | Pont du Gard (Roman Aqueduct) Rimski akvadukt Pont du Gard |                       | Okcitanija | 1. stoletje                                       | kulturno         | 1985                                  | 2007       | [ 31 ] |
| 873     | Provins, Town of Medieval Fairs Srednjeveško trgovsko mesto Provins |                       | Île-de-France |                                                   | kulturno         | 2001                                  | -          | [ 32 ] |
| 872     | Historic site of Lyon Zgodovinsko mesto Lyon |                       | Auvergne - Rona - Alpe |                                                   | kulturno         | 1998                                  | -          | [ 33 ] |
| 1363    | Prehistoric pile dwellings around the Alps Prazgodovinska kolišča okoli Alp |                       | Burgundija - Franche-Comté‎, Auvergne - Rona - Alpe                                                                            | 5000–500 pr. n. št.                               | kulturno         | 2011                                  | -          | Niz prazgodovinskih naselbin s koliščarji (ali mostiščarji) v in okoli Alp. Čezmejna dediščina, ki si jo delijo Avstrija, Nemčija, Italija, Slovenija, Švica, 11 od skupno 111 območij je v Franciji. |
| 85      | Prehistoric Sites and Decorated Caves of the Vézère Valley Arheološka najdišča in jamske poslikave v dolini reke Vézère                                                                  |                       | Nova Akvitanija‎ |                                                   | kulturno         | 1979                                  | -          | [ 35 ] |
| 495     | Strasbourg – From the Grande Île to the Neustadt Strasbourg - evropsko mesto od Grande Ile do Neustadta                                                                                  |                       | Grand Est |                                                   | kulturno         | 1988                                  | 2017       | [ 36 ] |
| 163     | Roman Theatre and its Surroundings and the "Triumphal Arch" of Orange Amfiteater in slavolok v mestu Orange                                                                              |                       | Provansa - Alpe - Azurna obala                                                                                                |                                                   | kulturno         | 1981                                  | 2007       | [ 37 ] |
| 933     | The Loire Valley between Sully-sur-Loire and Chalonnes Dolina Loare med krajema Sully-sur-Loire in Chalonnes-sur-Loire                                                                   |                       | Centre-Val de Loire, Pays de la Loire                                                                                         |                                                   | kulturno         | 2000                                  | -          | Kulturna krajina izjemne lepote, ki vsebuje zgodovinska mesta in vasi, velike arhitekturne spomenike (dvorci) in obdelovalna zemljišča, ki so nastala zaradi večstoletne interakcije med njihovim prebivalstvom in fizičnim okoljem, predvsem reko Loaro samo. |
| 345     | Historic Fortified City of Carcassonne Carcassonne |                       | Okcitanija |                                                   | kulturno         | 1997                                  | -          | [ 39 ] |
| 258     | Gulf of Porto: Calanche of Piana, Gulf of Girolata, Scandola Reserve Portski zaliv: Calanche Piana, zaliv Girolata, rezervat Scandola (Korzika)                                          |                       | Korzika | N/A                                               | naravno          | 1983                                  | -          | [ 40 ] |
| 1115    | Lagoons of New Caledonia: Reef Diversity and Associated Ecosystems Lagune Nove Kaledonije                                                                                                |                       | Nova Kaledonija | N/A                                               | naravno          | 2008                                  | -          | Raznolikost ekosistemov v koralnem grebenu Nove Kaledonije |
| 1317    | The Pitons, Cirques and Remparts of Réunion Island Vulkanska krajina na otoku Réunion |                       | Réunion | N/A                                               | naravno          | 2010                                  | -          | [ 42 ] |
| 773     | Pyrénées – Mont Perdu Mont Perdu (Pireneji) |                       | Okcitanija | N/A                                               | mešano           | 1997                                  | 1999       | Čezmejna dediščina, deljena s Španijo |
| 1360    | Nord-Pas de Calais Mining Basin Rudarsko območje Nord-Pas de Calais |                       | Hauts-de-France | 18. do 20. stoletje                               | kulturno         | 2012                                  | -          | Izjemna pokrajina, ki jo je oblikovalo tristoletno pridobivanje premoga. |
| 1426    | Decorated Cave of Pont d’Arc, known as Grotte Chauvet-Pont d’Arc, Ardèche Chauvetova jama pri Vallon-Pont-d'Arcu                                                                         |                       | Auvergne - Rona - Alpe | 30.000–28.000 pr. n. št.                          | kulturno         | 2014                                  | -          | Najstarejše znane in najbolje ohranjene figurativne risbe na svetu. |
| 1425    | The Climats, terroirs of Burgundy Climats - vinogradna območja v Burgundiji |                       | Burgundija - Franche-Comté‎ | Srednji vek–danes                                 | kulturno         | 2015                                  | -          | Izjemen primer vzgoje grozdja in pridelave vina, ki se je razvil od visokega srednjega veka. |
| 1465    | Champagne Hillsides, Houses and Cellars Vinogradi, vinarne in vinske kleti v Šampanji |                       | Grand Est | 17. stoletje–danes                                | kulturno         | 2015                                  | -          | Kraji, kjer se je razvila metoda pridelave penečih vin. |
| 1321    | The Architectural Work of Le Corbusier, an Outstanding Contribution to the Modern Movement Arhitekturna in urbanistična dela Le Corbusierja                                              | Slika:VillaSavoye.jpg | Nova Akvitanija‎, Burgundija - Franche-Comté‎, Île-de-France, Grand Est, Provansa - Alpe - Azurna obala, Auvergne - Rona - Alpe | 20. stoletje                                      | kulturno         | 2016                                  | -          | Pričevanje izuma novega arhitekturnega jezika. Transnacionalna serijska dediščina, ki si jo deli z Argentino, Belgijo, Nemčijo, Indijo, Japonsko in Švico. |
| 1528    | Taputapuātea Taputapuatea marae |                       | Francoska Polinezija | 10. stoletje                                      | kulturno         | 2017                                  |            | Polinezijsko politično, ceremonialno in pogrebno središče. |
| 1434    | Chaine des Puys – Limagne fault tectonic arena Prelomna tektonska arena Chaîne des Puys - Limagne                                                                                        |                       | Auvergne - Rona - Alpe |                                                   | naravno          | 2018                                  |            | Geološko pomembno mesto, ki ponazarja proces celinskega preloma. |
| 1603    | French Austral Lands and Seas Francoske avstralske dežele in morja |                       | Francoske južne in antarktične dežele                                                                                         |                                                   | naravno          | 2019                                  |            | Odročni otoki v Južnem oceanu, kjer živi edinstvena flora in favna, vključno s celim delom Antarktike, zaradi česar je to največje območje svetovne dediščine. |
| 1613    | Great Spa Towns of Europe Velika zdraviliška mesta Evrope |                       | Auvergne - Rona - Alpe |                                                   | kulturno         | 2021                                  |            | Transnacionalno območje 11 mest v sedmih evropskih državah, ki so se razvila okoli izvirov naravne mineralne vode in pričajo o mednarodni evropski zdraviliški kulturi. Zdraviliško mesto Vichy predstavlja to območje v Franciji. |
| 1625    | Cordouan Lighthouse Svetilnik Cordouan |                       | Nova Akvitanija‎ |                                                   | kulturno         | 2021                                  |            | Svetilnik Cordouan uteleša velike faze arhitekturne in tehnološke zgodovine svetilnikov. |
| 1635    | Nice, Winter Resort Town of the Riviera Nica, zimsko letovišče na Rivieri |                       | Provansa - Alpe - Azurna obala                                                                                                |                                                   | kulturno         | 2021                                  |            | Nica je priča o razvoju zimskega letovišča zaradi blage klime mesta in obmorske lege ob vznožju Alp. |
| 1133    | Ancient and Primeval Beech Forests of the Carpathians and Other Regions of Europe Starodavni prvobitni bukovi gozdovi Karpatov in drugih delov Evrope*                                   |                       | Diverse sites |                                                   | naravno          | 2021 (razširitev na mesta v Franciji) |            | Ta nadnacionalna dediščina predstavlja izjemen primer razmeroma nemotenih, kompleksnih zmernih gozdov in izkazuje širok spekter celovitih ekoloških vzorcev in procesov čistih in mešanih sestojev evropske bukve v različnih okoljskih pogojih. |
| 1567rev | Funerary and memory sites of the First World War (Western Front) Pogrebna in spominska mesta prve svetovne vojne (zahodna fronta)                                                        |                       | Hauts-de-France, Grand Est, Île-de-France                                                                                     | 20. stoletje                                      | kulturno         | 2023                                  |            | Transnacionalna serijska dediščina, ki si jo deli z Belgijo, vključuje 139 pokopališč in spomenikov na zahodni fronti prve svetovne vojne. |
| 1569    | The Maison Carrée of Nîmes Maison Carrée v Nimesu |                       | Okcitanija | 1. stoletje                                       | kulturno         | 2023                                  |            | Starorimski tempelj v Nîmesu v južni Franciji; eden najbolje ohranjenih rimskih templjev na ozemlju nekdanjega rimskega cesarstva. |
| 1657    | Vulkani in gozdovi gore Pelée in Piton severnega Martinika |                       | Martinik |                                                   | naravno          | 2023                                  |            | Vulkansko območje svetovnega pomena za vulkanologijo, kjer živijo številne endemične vrste. |
| 1707    | Te Henua Enata – The Marquesas Islands |                       | Markeški otoki, Francoska Polinezija                                                                                          |                                                   | Kulturno/naravno | 2024                                  |            | Pokrajine otočja, zaznamovane z ostrimi grebeni, impresivnimi vrhovi in pečinami, ki se strmo dvigajo nad ocean, nimajo para na teh tropskih zemljepisnih širinah. Otočje je glavno središče endemizma, dom redke in raznolike flore, raznolikosti simboličnih morskih vrst in enega najrazličnejših združb morskih ptic v južnem Pacifiku. Lokacija vključuje tudi arheološka najdišča, od monumentalnih suhozidnih struktur do litičnih skulptur in gravur.                                                                             |
| 1725    | Megaliths of Carnac and of the shores of Morbihan Megaliti Carnaca in obal Morbihana |                       | Bretanja, Francija |                                                   | Kulturno         | 2025                                  |            | Ta serijska posest v Bretanji v Franciji se ponaša z gosto koncentracijo megalitskih struktur, zgrajenih v neolitiku (ok. 5000–2300 pr. n. št.), ki so skrbno usklajene z edinstveno geomorfologijo območja. Te monumentalne kamnite konstrukcije – razporejene v odnosu druga do druge in do naravnih značilnosti, kot so teren in vodne poti – odražajo prefinjeno razumevanje okolja. Bogate gravure in z njimi povezani artefakti dodatno ponazarjajo kulturno kompleksnost družb, ki so naseljevale ta del evropske atlantske obale. |

## Poskusni seznam
Imena nepremičnin, kot jih je predložila Francija, in leto vpisa na poskusni seznam. Prevod imen spletnih mest v poševnem tisku za referenčne namene; uradni prevod imena območja je predlagan šele, ko je območje predloženo v obravnavo na Seznam svetovne dediščine.
- Cathédrale de Saint-Denis, 1996. Saint-Denis Cathedral
- Rouen : ensemble urbain à pans de bois, cathédrale, église Saint-Ouen, église Saint Maclou, 1996. Rouen: timber-framed urban area, Rouen Cathedral, Basilica of Saint Ouen, Church of Saint Maclou
- Château de Vaux-le-Vicomte, 1996. Vaux-le-Vicomte Castle
- Les villes bastionnées des Pays-Bas du nord-ouest de l'Europe, 1996. Fortified cities of the Low Countries of north-western Europe
- Montagne Sainte-Victoire et sites cézaniens, 1996. Mount Saint Victoire and Paul Cézanne sites
- Ensemble de grottes à concrétions du Sud de la France, 2000. Concretion cave complexes in southern France
- Parc national de la Vanoise, 2000. Vanoise National Park
- Massif du Mont Blanc, 2000. Mont Blanc
- La Camargue, 2002. The Camargue
- Bouches de Bonifacio, 2002. Strait of Bonifacio
- Parc national des Écrins, 2002. Écrins National Park
- Parc national de Port-Cros, 2002. Port Cros National Park
- Marais salants de Guérande, 2002. Guérande salt marshes
- Le rivage méditerranéen des Pyrénées, 2002. Mediterranean shore of the Pyrenees Mountains
- Rade de Marseille, 2002. Bay of Marseille
- Les villes antiques de la Narbonnaise et leur territoire : Nîmes, Arles, Glanum, aqueducts, via Domitia, 2002. Roman Narbonensian cities and area: Nîmes, Arles, Glanum, aqueducts, via Domitia
- Le chemin de fer de Cerdagne, 2002. Cerdagne railway
- Office National d'Études et de Recherches Aérospatiales, Meudon, 2002. National Aerospace Research Centre, Meudon
- Hangar Y, 2002. Hangar Y
- Ancienne chocolaterie Menier à Noisiel, 2002. Former Menier chocolate factory in Noisiel
- Centre ancien de Sarlat, 2002. Historic centre of Sarlat
- Arsenal de Rochefort et fortifications de l'estuaire de la Charente, 2002. Rochefort arsenal and fortifications of the Charente Rivers estuary
- Les Iles Marquises, 2010. Marquesas Islands
- Metz Royal et Impériale, enjeux de pouvoir, confrontations stylistiques et identité urbaine, 2014. Royal and Imperial Metz, power plays, stylistic exchange and urban identity[61]
- Les Plages du Débarquement, Normandie, 1944, 2014. Allied landing beaches in Normandy, 1944
- Cité de Carcassonne et ses châteaux sentinelles de montagne, 2017. City of Carcassonne and its mountain sentinel castles.[62]
- Le Charolais-Brionnais, paysage culturel de l'élevage bovin, 2018. Charolais-Brionnais region, a cultural landscape for cattle farming
- Domaine de Fontainebleau : château, jardins, parc et forêt, 2020. Fontainebleau Castle, Gardens, Park and Forest
- Les témoignages matériels de la construction de l’État des Pyrénées : la Co-principauté d’Andorre, 2021. The built heritage of the construction of a State in the Pyrenees: the Co-principality of Andorra
- Saint-Honorat, Île monastique de l’archipel de Lérins à Cannes, 2022. Saint-Honorat, a monastic island in the Lérins archipelago at Cannes
- L’observatoire du pic du Midi de Bigorre, pionnier en haute montagne, 2022. Pic du Midi de Bigorre Observatory, a high-altitude pioneer

## Location of inscribed sites
| VézelayVersaillesDecorated CavesChartresMont Saint-MichelFontainebleauFontenayAmiensArlesOrangeRoyal SaltworksCalanques de Pianarezervat ScandolaSaint-Savin-sur-GartempePlace StanislasPont du · GardParizGrande ÎleReimsBourgesCanal · du MidiAvignonCarcassonneMont PerduLyonSaint- · ÉmilionZvonikiDolina LoareProvinsLe HavreBordeauxVaubanove trdnjaveAlbiKoliščaCausses & CévennesRudarsko območjeChauvetova jamaBurgundijaŠampanjaPuys – LimagneSpa mestasvetilnik CordouanNicaBukovi gozdoviMaison CarréePogrebna mestaCarnac Lokacija območij svetovne dediščine v metropolitanski Franciji |
| Lagune Nove KaledonijeTaputapuāteaReunion IslandFrancoske avstralske dežele in morjaMount Pelée Lokacija francoskih območij svetovne dediščine v tujini |